# King Crimson
King Crimson ist eine britische Progressive-Rock-Gruppe. Sie wurde 1968 für einen Auftritt am 13. Januar 1969 im Fulham Palace Cafe von Robert Fripp und Michael Giles gegründet und besteht – mit Fripp als Vordenker – in wechselnden Formationen bis heute.
Das Album In the Court of the Crimson King (1969) gilt als Meilenstein des Progressive Rock. Im Laufe ihres 50-jährigen Bestehens hat die Band immer wieder verschiedene, auch neu aufkommende Musikstile in ihr Musikkonzept eingearbeitet und sich gewandelt. Ihre Musik zeichnet sich durch eine große dynamische Bandbreite sowie vielfältige rhythmische Modelle aus.
Die Mitglieder von King Crimson haben vor oder nach ihrem Mitwirken bei King Crimson mit bekannten Künstlern und Bands (Frank Zappa, Peter Gabriel, Yes, David Bowie und anderen) zusammengearbeitet. Ein guter Teil der Geschichte von King Crimson ist geprägt durch den ständigen Austausch von Mitgliedern.

## Geschichte
Die Geschichte der Band lässt sich in sechs auch stilistisch teilweise recht unterschiedliche, von mehr oder weniger langen Pausen unterbrochene Phasen einteilen:
1. den Zeitraum der ersten vier Alben von 1969 bis 1971, auf denen die Musik der Band recht abwechslungsreich, teilweise ruhig und reich instrumentiert, mit Anregungen aus Klassik, Jazz und Psychedelic Rock gestaltet ist;
2. die Zeit von 1972 bis 1974, in der nach einer vollkommenen personellen Neuformierung Einflüsse von Strawinsky, Free Jazz, Hardrock und der Hang zu ausgedehnten Improvisationen hervorstechen;
3. die drei Alben der 1980er Jahre (1981–1984), auf denen neben einem moderneren Klangbild besonders der Einfluss von Minimal Music und New Wave auffällt;
4. den wieder etwas härteren Klang des Doppeltrios der 1990er Jahre (1995–1997) sowie der diversen Nebenprojekte ProjeKct One, ProjeKct Two, ProjeKct Three und ProjeKct Four;
5. die Aufnahmen der auf das „Doppelduo“ Belew, Fripp, Gunn und Mastelotto reduzierten Band ab dem Jahr 2000;
6. die 7- bis 8-köpfige Besetzung mit drei Schlagzeugern seit 2013.

### Der Beginn
Robert Fripp tat sich 1967, nachdem er in der Gruppe The League of Gentlemen gespielt hatte, mit den Brüdern Michael und Peter Giles von Trendsetters Limited zusammen. Das Trio nahm 1968 die Single One in a Million sowie die LP The Cheerful Insanity of Giles, Giles and Fripp auf. Im selben Jahr stießen der Lyriker Peter Sinfield, der später auch Synthesizer spielte und für die Lichtshow zuständig war, der Multiinstrumentalist Ian McDonald von der Band Infinity sowie die von Fairport Convention stammende Sängerin Judy Dyble dazu. In dieser Besetzung wurden Demos von I Talk to the Wind und dem Titel Under the Sky aufgenommen. Peter Giles und Dyble verließen die Band aber gleich darauf. Die verbliebenen drei Musiker rekrutierten den Sänger und Bassisten Greg Lake und gründeten am 13. Januar 1969 offiziell King Crimson.
Der Name King Crimson stammt von Peter Sinfield als Synonym für Beelzebub, den Fürsten der Dämonen. Laut Robert Fripp ist Beelzebub eine Wortentlehnung der arabischen Floskel B'il Sabab, was ungefähr „Der Mann mit einem Ziel“ bedeutet. Crimson King ist auch der Name einer Kulturvarietät des Blutahorns. Das Blatt dieses Baumes wurde deshalb immer wieder in die Gestaltung der Cover integriert.
Der Auftritt der Band am 9. April 1969 im Londoner Club Speakeasy machte auf Musikerkollegen wie Steve Hackett, Bill Bruford und Pete Townshend großen Eindruck. Im Juli trat die Band dann im Londoner Hyde Park gemeinsam mit den Rolling Stones vor 650.000 Zuschauern auf. Die erste Platte In the Court of the Crimson King wurde im Oktober veröffentlicht. Sie erreichte Platz 5 in den englischen Charts und bekam sehr gute Kritiken. Die Presse feierte die Band teilweise schon als „the next Beatles“. Während der darauffolgenden Tournee durch England und die USA, unter anderem mit den Rolling Stones, Iron Butterfly, Fleetwood Mac und Janis Joplin, erreichten die musikalischen Differenzen innerhalb der Gruppe ihren ersten Höhepunkt. In der Folge verließen Ian McDonald und Michael Giles die Band, weil sie mit der musikalischen Richtung unzufrieden waren. Fripp bot seinen Kollegen an, die Band zu verlassen, zumal er auch ein Angebot von Yes sowie vom späteren Journey-Drummer Aynsley Dunbar für die Gruppe Blue Whale hatte, entschloss sich aber dann doch zum Weitermachen.

### Von 1969 bis 1972
Die personellen Wechsel blieben das einzig Konstante in dieser Zeit. Das verbliebene Trio veröffentlichte eine Single Cat Food/Groon im März 1970 und entwickelte gleichzeitig das Material für die zweite, stilistisch an das Debütalbum angelehnte LP In the Wake of Poseidon. Mel Collins kam an Bord und der Bassist Peter Giles war bei den Aufnahmen dabei. Greg Lake verabschiedete sich im April, um die Gruppe Emerson, Lake and Palmer mitzugründen. Als Ersatz am Bass kam Gordon Haskell und mit ihm entstand das dritte Album Lizard, auf dem Andy McCullough Schlagzeug spielte und Jon Anderson von der Gruppe Yes in dem fast ganzseitigen Titelstück als Sänger zu hören ist. Verstärkt wurde die Band dabei vom Jazzpianisten Keith Tippett, Mark Charig (Kornett), Nick Evans (Posaune) sowie Robin Miller (Oboe und Englischhorn). Das Album wirkt durch die Mitwirkung von Gastmusikern farbiger und ist deutlicher vom Jazz beeinflusst als seine beiden Vorgänger. Der Titelsong des Albums Lizard ist zwanzig Minuten lang. Bevor die Platte veröffentlicht wurde, verließen jedoch Haskell und McCullough die Band wieder. Haskell begann daraufhin eine Solokarriere, während McCullough zu der Band Greenslade stieß.
Fripp machte sich erneut auf die Suche nach neuen Mitgliedern. Der Schlagzeuger Ian Wallace und der Sänger Boz Burrell waren bald gefunden, aber als sich kein Bassist auftreiben ließ, entschied Fripp sich, Burrell selbst das Bassspiel beizubringen. Während der darauffolgenden langen Tour wurde 1971 das Album Islands aufgenommen. Es wirkt sehr ruhig und ist über weite Strecken von akustischen Instrumenten dominiert. Es war das letzte Album, auf dem Tippett mitwirkte. Ende des Jahres verließ auch Peter Sinfield die Band – er war neben Robert Fripp das letzte Gründungsmitglied gewesen. 1972 unternahm die Band eine letzte Tour, nach der die Bandmitglieder auseinandergehen wollten. Fripp machte aus den Aufnahmen dieser Tour das Album Earthbound, das erste Livealbum der Band, sozusagen als Abschied. Wallace, Burrell und Collins verließen die Gruppe, um mit Alexis Korner zu spielen. Wallace gründete 2004 das Crimson Jazz Trio.

### Von 1972 bis 1975
Fripp sah sich nun vor die Aufgabe gestellt, eine vollkommen neue Band zusammenzustellen. Er gewann den vom Free Jazz kommenden Perkussionisten Jamie Muir und den ehemaligen Family-Sänger und Bassisten John Wetton, den Fripp vom College her kannte. Von Yes kam der Schlagzeuger Bill Bruford, und zuletzt fand sich der Geiger David Cross. Für den Entwurf der Texte wurde Richard Palmer-James engagiert. 1973 erschien Larks’ Tongues in Aspic und die Formation ging auf Tournee durch Großbritannien, Europa und die USA.
Die Musik der Band hatte durch die Neubesetzung deutlich an rhythmischer Durchschlagskraft gewonnen. Sie war zum Teil angelehnt an Hardrock und Heavy Metal, eine Musikrichtung, die gerade in den USA und Großbritannien sehr erfolgreich war. Fripp spielte die Gitarre lauter und aggressiver als zuvor und Brufords Schlagzeug mischte sich mit dem energischen Bass von Wetton.
Muir verließ die Gruppe im Frühjahr 1973. Auf der darauffolgenden längeren Tour wurde Material für die 1974 veröffentlichte Platte Starless and Bible Black aufgenommen. Der überwiegende Teil dieses Albums besteht aus Liveaufnahmen. Die Band war eine „Live-Band“ geworden, deren wahrer Charakter sich nur bei Konzerten zeigte. Aus diesem Grund war auch die nächste Platte USA aus Live-Mitschnitten zusammengestellt. Bei Konzerten der Band war mindestens ein Titel vollkommen frei improvisiert.
Nun verließ auch David Cross, der der Ansicht war, dass seine Violine im Klangbild unterging, die Gruppe. Das verbleibende Trio nahm Red auf. Mit von der Partie waren auch wieder Ian McDonald, Mel Collins, Marc Charig und Robin Miller als Studiomusiker sowie Cross auf der Live-Improvisation des Konzertes in Providence. Die Platte war nach Meinung der Musiker die stärkste seit In The Court … und schien der Band eine erfolgreiche Zukunft zu verheißen. McDonalds Wiedereinstieg war sogar bereits im Gespräch, doch dann entschied Fripp, die Band aufzulösen, und verkündete: „King Crimson is completely over for ever and ever“ (‚Mit King Crimson ist es ein für alle Mal vorbei‘). Damit schien das Schicksal der Gruppe zunächst besiegelt.

### Reunion

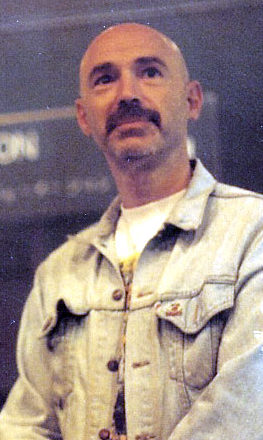
Tony Levin (1993)

Anfang 1981 stellten Robert Fripp und Bill Bruford Überlegungen an, eine neue Gruppe zu gründen, die Discipline heißen sollte. Nachdem Tony Levin, der unter anderem schon mit John Lennon, Yoko Ono und Peter Gabriel gearbeitet hatte, an Bord war, nahm Fripp mit dem Gitarristen Adrian Belew Kontakt auf, der gerade mit den Talking Heads auf Tour war. Die Tatsache, dass Fripp einen zweiten Gitarristen neben sich haben wollte, zeigt, dass er diesmal weg vom King-Crimson-Klang wollte. Es misslang insofern, als Fripp bei den Proben bemerkte, dass diese neue Band doch im Grunde wieder King Crimson war. Man einigte sich (nicht zuletzt aus Vermarktungsüberlegungen) darauf, die Band wieder King Crimson zu nennen und das Ergebnis war die Trilogie Discipline, Beat und Three of a Perfect Pair.
Die Musik dieser drei Alben ist konzentrierter und weniger ausufernd als auf den Alben der 70er Jahre. Der moderner wirkende Klang mit elektronischem Schlagzeug und unverzerrt gespielten Gitarren wirkt zum Teil an die Talking Heads und Police angelehnt. Einige Titel, wie Neurotica, Dig Me oder No Warning, die ein Klangbild aus metallischen Geräuschen, Sirenen und anderen Reizklängen zeichnen, lehnen sich an den Industrial Rock an. So äußerte sich Belew folgendermaßen zu den Titeln Industry A und B: “It’s supposed to give you a feeling of walking through a factory.” (‚Es soll einen glauben lassen, man spaziere durch eine Fabrik‘). Neuartig für die Musik der Band sind die eng verzahnten, sich ergänzenden Parts der beiden Gitarristen. Dazu Adrian Belew:

“On top of that I had to learn to play like Robert Fripp in order to accommodate the interlocking Guitar Craft style of playing that he so favored in the ’80s. That was all very new to me. It required a picking technique I was unaccustomed to.”

„Vor allem musste ich lernen, so zu spielen wie Robert Fripp, um seinem ineinandergreifenden Guitar-Craft-Stil nahe zu kommen, den er in den 1980ern so bevorzugte. All das war neu für mich. Es bedurfte einer für mich ungewohnten Zupftechnik.“

Die Alben waren auch kommerziell erfolgreich. Discipline erreichte Goldstatus in Japan und Three of a Perfect Pair Platz 30 in den britischen Charts. Die Band unternahm bis in das Jahr 1984 ausgiebige Tourneen. Nach dem dritten Album löste sie sich dann auf. Fripp war darüber hinaus in rechtliche Auseinandersetzungen mit seinem Management geraten, die einige Jahre andauern sollten. In den späten 80er Jahren kam es zusätzlich zu auch in Interviews ausgetragenen Differenzen zwischen Fripp und Bruford.

### Die 1990er Jahre
Anfang der 1990er trennte sich Fripp in einem langwierigen, minutiös dokumentierten Verfahren von seiner bisherigen Platten- und Management-Firma E.G. Gleichzeitig startete er mit Discipline Global Mobile (DGM) den Versuch, eine auf ethischen Grundsätzen und nicht Profitstreben basierende Plattenfirma zu etablieren. Es wurde eine durch DGM ermöglichte und bis heute fortgeführte Archivreihe mit Liveaufnahmen aus allen King-Crimson-Phasen gestartet. Sie umfasste zwar auch regulär erhältliche CDs und Boxsets, vor allem aber wurde der Versuch gemacht, in einer Art CD-Abonnement seltene Aufnahmen (Live-, Probenmaterial) für den „harten Kern der Fans“ bereitzustellen. Diese ursprünglich D.G.M. Collectors’ Club genannte CD-Reihe wurde später in King Crimson Collectors’ Club umbenannt.
1991 versuchte Fripp den Sänger der Gruppe Japan, David Sylvian, für eine neue King-Crimson-Formation zu gewinnen, was dieser aber ablehnte. Trotzdem unternahmen die beiden mit dem Bassisten Trey Gunn 1992 eine gemeinsame Tournee. Danach nahmen die drei mit dem Ex-Peter-Gabriel-Drummer Jerry Marotta die 1993 veröffentlichte CD The First Day auf. Fripp entwickelte nun die Idee von zwei einander gegenüber stehenden Trioeinheiten. Für das eine Trio waren Fripp, Gunn und der Mr.-Mister-Schlagzeuger Pat Mastelotto vorgesehen, für das andere Belew, Levin und Marotta. Anstatt des vorgesehenen Marotta wurde dann jedoch wieder Bill Bruford engagiert. Dieses Sextett spielte die CDs VROOOM (1994) und THRAK (1995) sowie das frei improvisierte THRaKaTTaK (1996) ein. Musikalisch verbanden diese Aufnahmen den Hardrock der Formation von 1972 bis 1975 und Elemente der Noise-Musik mit der eher songorientierten Musik der 1980er Jahre. Da die Unterhaltskosten für die sechsköpfige Band relativ hoch waren, zerfiel die Gruppe nach der dritten CD. Fripp schlug vor, die Band in Teileinheiten aufzusplitten (in seinen Worten „fraKctalisation“), die spontan und unvorbelastet arbeiten könnten. So entstanden aus Splittergruppen von King Crimson bestehende Projekte mit den Namen ProjeKct One, ProjeKct Two, ProjeKct Three und ProjeKct Four.

### Ab 2000
Nach dem Ende der ProjeKcts verließ Bruford die Band und Levin verkündete, sein Engagement bis auf weiteres ruhen zu lassen. Der als „sehr englisch“ geltende, spleenig-intellektuelle Fripp, der schon in den 1970er Jahren in der Musikpresse „Mr. Spock of Rock“ genannt wurde, hatte sehr genaue Vorstellungen über die mit King Crimson einzuschlagende musikalische Richtung, was zu Konflikten mit den Mitmusikern führte. Fripp im Interview mit der holländischen Zeitung Het Parool im Jahr 1999:

“One of the suggestions to Bill was that he should play a completely electronic kit against Pat’s and Ade’s (Adrian Belew, JH) so we would have three electronic drums. And Bill was not interested, because as he told me, he has been working with electronics since 1981 and for now he would like to concentrate on the acoustic sets.”

„Einer der Vorschläge an Bill war, ein komplett elektronisches Schlagzeug zu nutzen gegen das von Pat und Ade (Adrian Belew), damit wir drei elektronische Schlagzeuge haben. Bill hatte kein Interesse, denn wie er mir sagte, hat er seit 1981 mit elektrischen Sets gespielt und wollte sich erst einmal auf akustische Sets konzentrieren.“

Außerdem sah Fripp personellen Wechsel als Bestandteil der Bewahrung musikalischer Kreativität:

„Jede Besetzung ist Grundlage, Antrieb, Evolution und Mutation für die nächste.“

Die verbleibenden vier Mitglieder (Belew, Fripp, Gunn und Mastelotto) produzierten the construKction of light (2000) und Heaven and Earth, das unter dem Namen ProjeKct X veröffentlicht wurde. Es folgte die ausgedehnte the construKction of light-Tour sowie eine Tour als Vorgruppe der Progressive-Metal-Band Tool, die der Band einen neuen Publikumskreis erschließen sollte. Im Bonustrack The King Crimson Barber Shop auf dem im Jahr 2001 remasterten Album Three of a Perfect Pair (1984) wird mithilfe eines stilistischen Bruchs ein humoristisches Resümee der Bandgeschichte gezogen. Im Song wird auf das mit der Band assoziierende Gitarrenspiel verzichtet und stattdessen im deutlichen acapella-Text auf weitere charakteristische Instrumente (Chapman Stick) und die elitären Seiten von Gründer Robert Fripp (keine Fotos und Zugaben) verwiesen. Ironisch kommt zudem ihr Song 21st Century Schizoid Man zur Sprache, mit dem die Band im Jahr 1969 kritisch Stellung zum Vietnamkrieg bezog. 2003 veröffentlichte die Band das Album The Power to Believe, das aus Material der vorangegangenen Tour erstellt wurde und Platz 65 in den deutschen Charts erreichte. Ende des Jahres nahm Trey Gunn seinen Abschied von der Band und Tony Levin wurde wieder Bassist. Am 2. August 2008 erfolgte die Rückkehr auf die Bühne mit einem Konzert in Nashville, The Belcourt Theatre. Weiteres Mitglied von King Crimson ist seitdem der Schlagzeuger Gavin Harrison von Porcupine Tree. Mit einem Blogeintrag vom 5. Dezember 2010 erklärte Robert Fripp die Band jedoch für faktisch aufgelöst.
Am 30. Mai 2011 erschien das Album A Scarcity of Miracles – A King Crimson ProjeKct. Die beteiligten Musiker sind Robert Fripp, Jakko Jakszyk (unter anderem Level 42 und The Tangent) und Mel Collins, Tony Levin und Gavin Harrison. Aus diesem ProjeKct erwuchs schließlich 2013 die achte „Inkarnation“ von King Crimson, erstmals seit 1981 ohne Adrian Belew. Zur bestehenden Besetzung des ProjeKcts stießen Pat Mastelotto sowie erstmals Bill Rieflin (R.E.M.) hinzu. Es wurden Liveaufnahmen von Konzerten in den Jahren 2014 und 2015 veröffentlicht. Bill Rieflin wurde zwischenzeitlich durch Jeremy Stacey ersetzt, kehrte aber als Keyboarder zu King Crimson zurück und wurde als solcher Ende 2017 für einige Konzerte durch Chris Gibson ersetzt sowie für Konzerte im Jahr 2019 durch Theo Travis. King Crimsons umfangreiches Angebot an Liveveröffentlichungen wurde auch 2017 und 2018 fortgesetzt. Während auf Konzerten der neuesten Bandinkarnation durchaus Stücke gespielt werden, von denen keine Studioaufnahmen existieren, bleibt unklar, ob ein neues Studioalbum in Planung ist.

## Musik

### Musikstile
In die Musik der Band fließen Elemente der Rockmusik, des Jazz, der klassischen Musik sowie der Musik außereuropäischer Kulturen ein. In Bezug auf moderne Harmonik und Rhythmik ist die Musik gewagter als von manch anderer Band des Progressive Rock. Auch innerhalb der einzelnen Alben ist sie häufig von extremen Gegensätzen geprägt. Diese Experimentierfreudigkeit sowie der weniger bombastische Klang hebt King Crimson von anderen Progressive-Rock-Bands wie Genesis, Yes oder Emerson, Lake and Palmer ab.

#### Rock
Auf den Alben der frühen 1970er Jahre sind Einflüsse des Acid Rock und Psychedelic Rock festzustellen. Titel wie In the Court of the Crimson King, In the Wake of Poseidon, Red und Teile von Lizard erinnern an den Bombast-Sound von Procol Harum, Moody Blues und Pink Floyd. So ist in Starless (Hörbeispielⓘ) über einen Mellotron-Teppich aus klaren Dur- und Moll-Akkorden (g-Moll – B-Dur – Es-Dur – c-Moll – d-Moll) ein an Pink Floyd erinnerndes Gitarrenthema gelegt. Mit Songs wie I Talk to The Wind oder Cadence and Cascade von den ersten beiden Alben sind auch akustische Balladen im Repertoire vertreten.

Gitarren-Riff aus 21st Century Schizoid Man

Eher im Hardrock-Gewand geben sich 21st Century Schizoid Man vom Debütalbum (besonders auch die Live-Versionen, wie z. B. auf Earthbound), Easy Money, Red sowie die verschiedenen Teile von Larks’ Tongues in Aspic (Noten und Hörbeispiel). Hier dominieren E-Gitarren-Riffs, verzerrte Gitarrensoli und aggressiver Gesang über wuchtigem Schlagzeug- und Bassspiel. So beginnt 21st Century Schizoid Man mit einem einprägsamen Riff (Hörbeispielⓘ). Später geht der Song in rasante Unisono-Läufe (Hörbeispielⓘ) über, die an den schnellen Teil von Deep Purples Titel Child in Time erinnern. Direkte Einflüsse aus der Blues-Musik sind sehr selten. Eher vom New Wave geprägt ist dann die manchmal an die Talking Heads erinnernde Musik der Alben der 80er Jahre.

#### Jazz
Der Einfluss der Jazz-Musik ist schon dadurch gegeben, dass einige der Musiker, die im Laufe der Jahre bei King Crimson spielten, aus dem Jazz-Umfeld stammen. So kommt der Perkussionist Jamie Muir vom Free Jazz. Adrian Belew war vor seiner Zusammenarbeit mit Fripp Gitarrist bei Frank Zappa. Der Jazz-Einfluss ist am deutlichsten in den ausgedehnten Kollektivimprovisationen der Bandbesetzung ab 1972, besonders gut auf dem hauptsächlich live eingespielten Album Starless and Bible Black zu hören. Die in die Musik einfließenden Jazzstile sind, im Gegensatz zu den Einflüssen älterer Jazzformen wie Ragtime und Swing bei den Kollegen von Emerson, Lake and Palmer, eher moderner. Hektische Bebop-Linien treffen sich mit Jazzrock, wie in One More Red Nightmare vom Album Red, und kollidieren mit Free-Jazz-Elementen.

Jazz-Klavierpart aus Lizard

 Ein Beispiel dafür bietet Keith Tippetts Klavierspiel aus dem Mittelteil von Lizard. Zu Klavier und Bass gesellen sich schnelle Jazzläufe, die sich Saxophon und Posaune gegenseitig zuwerfen (Hörbeispielⓘ). Im rhythmisch freien, freejazzigen Titel We’ll Let You Know vom Album Starless sind über ein funkiges Bassfundament teilweise heftige „Einsprengsel“ von E-Piano, Gitarre und Schlaginstrumenten gelegt. Die Beeinflussung durch den Jazz spiegelt sich auch in Interviews mit Fripp wider: Die von ihm am häufigsten erwähnten Musiker und Bands, wie Ornette Coleman, Charlie Parker, Miles Davis, Tony Williams, Frank Zappa, Weather Report und das Mahavishnu Orchestra, stammen aus dem Bereich des Jazz oder Jazzrock.

#### Klassik
Der Einfluss klassischer Musik zeigt sich bei King Crimson kaum in Bearbeitungen klassischer Werke, wie sie sonst im Progressive Rock häufig sind. Eine Ausnahme ist der Beginn von The Devil’s Triangle auf dem zweiten Album In the Wake of Poseidon, eine kaum verhüllte Version von Gustav Holsts Mars aus seiner Suite The Planets. Der Bezug zur Klassik ist eher durch die Verwendung von im Rock selten gebrauchten Instrumenten wie Oboe, Klarinette, Flöte, Violoncello und Viola gegeben. Der Titel Song for the Gulls – A Prelude vom Album Islands wird zum Beispiel nur von einem Streichquartett ausgeführt. Auch in Trio vom Album Starless fehlt das rocktypische Instrumentarium. Eine weitere Parallele zu klassischer Musik kann in dem Bemühen der Band um den Aufbau langgezogener Spannungsbögen, dynamische Differenziertheit und die Ausarbeitung musikalischer Ideen in mehrteiligen Zyklen (Larks’ Tongues in Aspic 1 bis 4) gesehen werden. Direkte stilistische Einflüsse kommen eher aus der Musik des 20. Jahrhunderts. Hier scheinen Igor Strawinsky mit seinem Montageprinzip und seiner rhythmischen Energie, Béla Bartók mit der musikalischen Erforschung bestimmter Intervalle, der Minimalismus eines Steve Reich sowie die Klangexperimente von John Cage und anderen Komponisten Anregungen gegeben zu haben. So meinte Robert Fripp:

“From that point to this very day 1984, my interest is in how to take the energy and spirit of rock music and extend it to the music drawing on my background as part of the European tonal harmonic tradition. In other words, what would Hendrix sound like playing Bartok?”

„Von da an bis 1984 galt mein Interesse der Frage, wie man die Energie und Stimmung von Rock nutzen und erweitern könnte in Bezug auf die Musik, die ich aus meiner Erfahrung der europäischen tonal-harmonischen Überlieferung kenne. Mit anderen Worten: wie würde Hendrix klingen, wenn er Bartók spielt?“

#### Andere Musikkulturen
Hier ist besonders die Musik des ostasiatischen Raums und speziell die indonesische Gamelan-Musik (siehe das Kapitel Rhythmische Expeditionen) zu nennen. 

Pentatonik im Titel Trio

 Aber auch im melodischen Bereich sind Einflüsse aus diesen Gegenden zu hören. So erzeugt der Einsatz der pentatonischen Reihe C – D – E – G – A zusammen mit einer recht arhythmischen Gestaltung im Titel Trio auf dem Album Starless (Hörbeispielⓘ) eine chinesisch wirkende Atmosphäre. Auch in Solo-Parts der Violine auf Larks’ Tongues in Aspic I vom gleichnamigen Album ist eine asiatische Melodiegebung zu hören. Ebenso kommen aber afrikanische Polyrhythmik und orientalische Tonleitern, zum Beispiel im Titel The Power to Believe II, zum Einsatz. In Lizard wird zu einem Bolero-Rhythmus vom Klavier eine von spanischer Musik inspirierte Melodie gespielt. Auf dem Titel The Sheltering Sky vom Album Discipline spielt Bruford mit sonst für das Vibraphon verwendeten Klöppeln auf einer Schlitztrommel und verleiht dem Stück einen in Richtung Weltmusik gehenden Klang.

### Zwischen Konsonanz und Dissonanz
Besondere Spannungsmomente gewinnt die Musik der Band durch das Nebeneinander und gelegentlich auch scharfe Aufeinandertreffen von konsonanten, harmonischen und eher dissonanten Songs oder Songteilen. Einige Titel wie Exiles, In the Court of the Crimson King, Moonchild sowie Teile von Lizard und Starless beruhen auf einfachen, reinen Dreiklängen und gängigen Akkordfolgen und Kadenzen. 

Melodie und Akkorde aus Lizard

So hat der Anfangsteil von Lizard (Hörbeispielⓘ) eine einfache Folge von Dominante, Subdominante und Tonika zur Grundlage. Exiles auf Larks’ Tongues in Aspic (Hörbeispielⓘ) bringt gebrochene Dreiklänge des Klaviers über der Akkordfolge C-Dur – h-moll – a-moll – D-Dur – C-Dur – D-Dur. Die Ballade Moonchild stellt den Moll-Septnonakkord in den Vordergrund. Die Einleitung des Titels Vrooom auf dem Album Thrak (Hörbeispielⓘ) weist dagegen eine an Claude Debussy und Maurice Ravel angelehnte, kompliziertere Harmonik mit Terzenschichtung auf. 

Anfang des Titels Vrooom

Der Arbeit mit eher dissonanten Intervallen, wie großen Sekunden oder gar verminderten Quinten und kleinen Sekunden, schenken Fripp und seine Mitstreiter besondere Aufmerksamkeit. 

Verminderte Quinten in Pictures Of A City including 42nd At Treadmill

So bringt der Titel Pictures of a City including 42nd At Treadmill vom zweiten Album ein schnelles Gitarrenriff in verminderten Quinten beziehungsweise übermäßigen Quarten (Hörbeispielⓘ) (G – Cis, Fis – C, G – Cis, B – E, C – Fis, die Sexte B – G, G – Cis). In einem anderen Songteil spielen Gitarren und Saxophone eine punktierte Figur in kleinen Terzen (Hörbeispielⓘ). Im folgenden Abschnitt (Hörbeispielⓘ) ist dann die dissonante Wirkung mit kleinen Sekundreibungen extrem ausgeprägt. 

Kleine Sekunden in Pictures Of A City including 42nd At Treadmill

Im ersten Takt trifft das D der Gitarre auf das Cis des Saxophons, im zweiten das H auf das C, und schließlich erklingen im vierten Takt F, Fis und Gis gleichzeitig. In diesen und anderen Titeln, wie der Liveversion von Groon, begibt sich die Musik der Band schon auf das Gebiet der freien Atonalität. In Interviews betont Fripp die Bedeutung der Kenntnis und Beherrschung in der Rockmusik eher unüblicher Skalen, was in der Musik der Band auch umgesetzt wird. Fripp: „The possibilities for extending musical vocabulary are quite immense. Since it takes three or four years to be able to work within any one scale fluently and utterly, there is more than enough work for a lifetime.“ (Die Möglichkeiten das musikalische Vokabular zu erweitern sind riesig groß. Da es drei oder vier Jahre dauert, bis man in der Lage ist, mit einer Tonleiter flüssig und fehlerfrei zu arbeiten, gibt es mehr als genug Arbeit für ein ganzes Leben.) So beruht zum Beispiel der Titel Fracture (Hörbeispielⓘ) auf der LP Starless and Bible Black auf der über dem Ton Cis errichteten Ganztonleiter.

### Dynamisches Spektrum
Die Band verfügt über einen weiten dynamischen Ausdrucksbereich, der in der Rockmusik sonst eher selten ist. In extrem leise und sparsam instrumentierten Songs und Songteilen, wie Islands, Trio, Book of Saturday und Teilen von Lizard, wird dabei oft eine fast kammermusikalisch intime Wirkung erreicht. So beschränkt sich der Titel Lady of the Dancing Water vom Album Lizard (Hörbeispielⓘ) auf akustische Gitarre, E-Piano und Gesang, über den impressionistisch anmutende Flötenfiguren gelegt sind.

Flötenmelodie und Akkorde aus Lady of the dancing water

In Islands werden dezente Klavierakkorde sowie Cello und leise Kornetttöne verwendet. Der Titel Trio (Hörbeispielⓘ) beschränkt sich auf lang ausgehaltene Töne von Mellotron, Violine und Bass. Den Gegensatz dazu stellen Titel wie 21st Century Schizoid Man, Fracture und der zweite Teil von Starless dar. Sie sind geprägt von harten Gitarrenriffs, verzerrten Gitarrensoli, wuchtigem Schlagzeugsound und teilweise exaltiertem Gesang. Mitunter gehen die Songs damit in Richtung der „Klangeruptionen“ des Mahavishnu Orchestra oder der von Rückkopplungen geprägten Titel von The Velvet Underground. Diese beiden Dynamikextreme können dabei im Sinne eines Crescendo und Decrescendo ineinander übergehen oder sich abrupt gegenüberstehen.

Gitarrenriff und Gesang aus King Crimsons Easy Money

 Im Titel Starless (Hörbeispielⓘ) wird ein ruhiger und melodischer Part von einem dissonanteren Teil abgelöst. Dabei wird immer wieder, fast schon monoton, eine Note repetiert. Schlagzeug und Bass sowie ein an Black Sabbath erinnerndes Gitarrenriff steigern das Lautstärkeniveau, bis schließlich ein hektisches Saxophonsolo in eine wieder ruhigere Reprise des Anfangs überleitet. Im Titel Easy Money von der LP Larks’ Tongues in Aspic (Hörbeispielⓘ) ist der Dynamikwechsel dagegen sprunghaft ausgeführt. Nach harten E-Gitarren-Riffs kommt ein plötzlicher Schnitt, einige leise Beckenschläge leiten in Gesang über, der nur von wenigen auf einer unverzerrten Jazz-Gitarre gezupften Tönen begleitet wird.

### Rhythmische Expeditionen
Speziell in den 1980er und 1990er Jahren befassen sich Fripp und seine Mitstreiter in ihren Titeln intensiv mit der Überlagerung verschiedener Metren und Rhythmen (Polymetrik und Polyrhythmik). Das wird oft dadurch erreicht, dass Fripp und Belew verschiedene, manchmal an Minimal Music und Gamelan-Musik erinnernde Muster gegeneinander setzen. So spielt im Titel Neal and Jack and Me vom Album Beat (Hörbeispielⓘ) eine Gitarre abwechselnd sich wiederholende Achtel-Figuren in Fünfer- und Achtergruppen, während die zweite Gitarre Dreiergruppen dagegen setzt, was zu einer laufenden Verschiebung der jeweils zusammentreffenden Töne führt. 

Gitarrenmuster aus King Crimsons Frame by Frame

Nach demselben Prinzip wechseln im Titel Frame by Frame auf der LP Discipline (Hörbeispielⓘ) sechs und sieben Achtel in der einen Gitarre gegen sieben Achtel in der anderen, was im Hörergebnis zu unmerklichen, fast wie „falsch gespielt“ wirkenden Verschiebungen führt. Wechselnde Taktarten während des Songs sind, wie auch bei anderen Bands des Progressive Rock, ebenfalls üblich. So wechselt der Titel Larks’ Tongues in Aspic Part 2 (Hörbeispielⓘ) häufig zwischen einem Vier-Viertel- und Fünf-Viertel-Takt. Bill Brufords komplexes, oft durch elektronisches Schlagzeug und außereuropäische Schlaginstrumente angereichertes Spiel verstärkt noch den Eindruck rhythmischer Vielschichtigkeit.

Gitarrenmuster aus King Crimsons Larks tongues in aspic part 2

### Klangexperimente und Elektronik
Von Beginn an haben sich Fripp und seine Mitstreiter mit Klangexperimenten und der Erforschung und Erweiterung der klanglichen Möglichkeiten ihrer jeweiligen Instrumente beschäftigt. So sind schon auf dem ersten Album In the Court of the Crimson King Klangcollagen, wie sie seit dem Album Sgt. Pepper’s Lonely Hearts Club Band der Beatles oft verwendet wurden, zu hören. Im Schlussteil von In the Court of the Crimson King ertönt sogar eine Truhenorgel. Der Titel Moonchild geht nach zweieinhalb Minuten in ein improvisiertes psychedelisches Klang-Gemälde über. Ähnliches ist im Titel The Devil’s Triangle anzutreffen. Sinfield arbeitete in den frühen 1970er Jahren mit einem VCS3-Synthesizer. In Lizard wird eine Gitarre rückwärts abgespielt. Zusammen mit Brian Eno entwickelte Fripp dann 1972 eine als Frippertronics bezeichnete Methode zur Klangerzeugung, mittels der die Tonband-Experimente von Steve Reich modifiziert wurden. Zur Erzeugung von Frippertronics werden zwei Tonbandgeräte (Revox A77) benutzt: Das erste Gerät zeichnet das von der Gitarre stammende Eingangssignal auf. Das Tonband durchläuft dann das zweite Gerät, von wo aus das Signal wiedergegeben und dem Eingangssignal im ersten Bandgerät beigemischt wird. Der ursprünglich erzeugte Ton wird wiederholt („geloopt“) und durch den neuen Ton des Instruments ergänzt. Ein gutes Beispiel für die Frippertronics ist der Anfang des Titels Requiem vom Album Beat.
Ab 1981 ersetzte Fripp die mechanische Loop-Technik der Frippertronics durch den Einsatz von Gitarren-Synthesizern und nannte die so erzeugten Klänge in Anlehnung an Murray Schafer Soundscapes. Bill Bruford hat sein Schlagzeug schon früh um diverse Klangerzeuger aus aller Welt sowie elektronisches Schlagzeug erweitert. Tony Levin und Trey Gunn benutzen den sogenannten Chapman Stick. Gunn spielt zusätzlich Warr Guitar. Außerdem spielt Levin seinen Bass gelegentlich mithilfe von Drumsticks (Funky Fingers).

## Texte
Die Texte der ersten vier Alben stammen von Peter Sinfield. In farbiger, bildreicher, manchmal überladener Sprache wird ein mystisch-traumartiges und melancholisches Bild vergangener Zeiten mit Königen, Bischöfen, Rittern, Hofnarren und Propheten beschworen. Die Natur (Mond, Sonne, Wind, Bäume sowie maritime Motive wie Wellen, Inseln und Möwen) dient im Stil der Romantik des 19. Jahrhunderts zur Darstellung des eigenen Seelenlebens. So wird im Titel Islands eine Insel zum Bild der menschlichen Isolation. Dabei tauchen Figuren der griechischen Mythologie, wie Poseidon, Odysseus und Circe, und literarische Gestalten (Polonius aus Shakespeares Hamlet) ebenso auf wie historisch reale Personen (Platon). Andere Texte beschäftigen sich mit der Gegenwart, wie zum Beispiel 21st Century Schizoid Man, das die Zerstörungswut und Todessehnsucht der Gesellschaft anspricht. In Pictures of a City wird die Kälte und Anonymität der Großstadt, in Cat Food und Cirkus die Sensationsgier und Konsummentalität thematisiert. Dabei sind manche Titel wie Happy Family (mit Bezug auf die Beatles) und Ladies of the Road von sarkastischem Humor geprägt. Der Titel Starless and Bible Black ist ein Zitat aus Dylan Thomas’ Hörspiel Under Milk Wood (auf der Albumrückseite mit "Acknowlegement to D.T." erwähnt).
Für die Texte der nächsten drei Alben war dann Richard Palmer-James zuständig. Seine Lyrik ist weniger mystisch-phantastisch als Sinfields. Sie ist eher vom europäischen Existenzialismus beeinflusst. Die Texte handeln von persönlichen Beziehungen, wie in Book of Saturday oder Starless. Palmer-James zu Book of Saturday: „It’s a kind of a love song. There’s something in it like looking over the book, in which you insert pictures, fragments of your writings, shopping-lists, memories, tickets.“ Fallen Angel zeichnet ein Bild der Gewalt der Großstadt, während Lament die verschiedenen Seiten des Lebens als Rockstar beschreibt. Palmer-James zu Lament: „Lament is a rather melancholy reflection on everything connected with the things happening when you appear on the stage and entertain the audience with your music.“ Easy Money interpretiert Palmer mit folgenden Worten: „It’s a more general thing, about all these people who are guided by the lowest motives in their lives.“ Der Titel The Night Watch, der von Rembrandt und dessen Gemälde Die Nachtwache handelt, versetzt den Hörer dagegen wieder in die Vergangenheit. Die Atmosphäre des Titels Exiles ist nach Palmers eigenen Worten vom Roman Ein Porträt des Künstlers als junger Mann des irischen Schriftstellers James Joyce beeinflusst.
Nach der Wiedervereinigung der Band Anfang der 80er Jahre verfasste Sänger und Band-Gitarrist Adrian Belew die Texte von King Crimson. Die Unsicherheit und Gefährdung des modernen Lebens ist nun ein wesentliches Element. Titel wie ProZaKc Blues, Neurotica oder Cage beschreiben die Neurosen und Depressionen der heutigen Massengesellschaft. Gestörte oder sinnlos gewordene Kommunikation und Beziehungen sind das Thema von Three of a perfect pair oder Elephant talk („Talk, talk, talk, it’s only talk. Comments, cliches, commentary, controversy … it’s only talk, cheap talk“ aus Elephant talk). Gewalt ist das Thema von Thela Hun Ginjeet (ein Anagramm für „Heat in the jungle“) und Cage. Im Titel the construKction of light klingt Nihilismus an („And if god is dead what am I, a fleck of dirt on the wing of a fly…“). Das Album Beat ist von den Schriften der Beat Generation beeinflusst: Der Song Neal and Jack and Me bezieht sich auf den Schriftsteller Jack Kerouac und seinen Freund Neal Cassady. Sartori in Tangier bezieht sich auf Kerouacs Geschichte Satori in Paris. The Howler spielt vermutlich auf Allen Ginsbergs Gedicht Howl an. Der Titel The Sheltering Sky des Vorgängeralbums Discipline ist durch Paul Bowles’ gleichnamigen Roman motiviert.

## Cover-Art
Die Cover der ersten drei Studioalben sowie der Kompilation The Young Persons’ Guide to King Crimson sind äußerst farbig und fantasiereich gestaltet. Das expressionistisch wirkende Cover des ersten Albums stammt von dem 1970 verstorbenen Künstler und Computer-Programmierer Barry Godber. Das Cover von Lizard stammt von Gini Barris. In die im Stil der mittelalterlichen Buchmalerei verzierten Buchstaben sind einzelne Songtitel illustrierende Bilder eingefügt. Dabei illustriert die Rückseite des Covers den Text des Titelsongs und die Vorderseite den der restlichen Titel. Das an den Beatles-Film Yellow Submarine erinnernde Cover von The Young Persons’ Guide To King Crimson besteht aus den beiden Bildern The Landscape Player und Earth des schottischen Künstlers Fergus Hall.
Die Cover der Studioalben der 80er Jahre sind einfarbig gestaltet und enthalten neben dem Bandnamen den Albumtitel und jeweils ein Symbol. Auf dem Album Discipline sind als Symbol zwei verknotete Linien von Steve Ball dargestellt (dieses Symbol wird auch auf der DGM-Startseite als abgewandeltes Symbol genutzt), auf dem Album Beat ist als Symbol eine pixelige Note dargestellt, auf dem Album Three of a Perfect Pair wird ein abstraktes Symbol von Peter Willis genutzt, das eine männliche Sonnengottheit auf der Oberseite und eine weibliche Mondgottheit auf dem Boden darstellt – eine Annäherung von Opposition und Versöhnung, von männlichen und weiblichen Prinzipien – und eine Fortsetzung von Larks’ Tongues in Aspic ist.
In jüngerer Zeit zieren die Cover markante Gemälde der englischen Malerin P. J. Crook.

## Rezeption
Die Musik der Band wurde im Allgemeinen von den Käufern und mehr noch von Kritikern gut aufgenommen. Die Plattenverkäufe waren angesichts der Experimentierfreude der Band doch recht beachtlich. So erreichte ihr Debüt In the Court of the Crimson King Platz 5 in den britischen LP-Charts und Platz 28 in den USA. Islands erreichte Platz 30 in Großbritannien und 76 in den USA. Das Album Larks’ Tongues in Aspic von 1974 erreichte in Großbritannien Platz 20.
King Crimsons Musik der 1970er Jahre bekam wegen ihrer Innovativität und musikalischen Vielfältigkeit hauptsächlich gute Kritiken. So stufte sie der Melody Maker 1969 bereits als wegweisende Band ein: „This eagerly-awaited first album is no disappointment, and confirms their reputation as one of the most important new groups for some time.“ Sie ähnele „… wegen ihrer fragilen Gruppen-Konsistenz einem Feuerrad: hell und flammend, doch von kurzer Dauer und nur durch Zentrifugalkraft zusammengehalten.“ Der Rolling Stone meinte, King Crimson „…kombinierten verschiedenartige musikalische Ausdrucksformen zu surrealistischen Werken voller Macht und Originalität.“ Das Rock-Lexikon von Schmidt-Joos/Graves lobte: „Das profunde Musikverständnis der Fripp-Combo zeigte sich in der makellosen Realisierung komplizierter Spielvorlagen mit kühnen Stilsprüngen, ausgeklügelten Klangverästelungen, effektvoll dosierten Ton-Tricks, die weit über den experimentellen Rahmen hinausgingen, in dem sich die Moody Blues oder Pink Floyd bewegten.“ Allerdings wurde die Neigung der Band zur „…artistischen Selbstgefälligkeit, die sich im Leerlauf allzu ätherischer Instrumental-Passagen erschöpft oder brillante Ideen durch häufige Wiederholung entwertet“, kritisiert. Der All Music Guide hob hervor, dass die Band sich nicht dem Mainstream anbiedere: „…the absence of mainstream compromises and the lack of an overt sense of humor ultimately doomed the group to nothing more than a large cult following, but made their albums among the most enduring and respectable of the prog rock era.“ Der Crawdaddy lobte die Verschmelzung verschiedener musikalischer Stile, die sich „…im Verlauf der LP-Produktionen von Wagnerscher Fülle zu Haydnscher Zartheit verfeinerten.“
Die Werke der Gruppe ab den 80er Jahren wurden unterschiedlich aufgenommen. So bezeichnete der Melody Maker die Reformierung der Gruppe als „schmerzlose Wiedergeburt, die mehrere Augenblicke der Größe aufweist“. Das Magazin Village Voice sah es als das „Comeback einer Traumband jedes Gitarren-Freaks“. Die New York Times freute sich auf „…eine Band, die das Genre des Artrock interessant machen könnte“. Andere Stimmen sahen eher die Wiederholung alter Muster sowie hyperintellektuelle Spielereien. Der New Musical Express kritisierte die gelegentlich exzentrischen Collagen aus Minimal Music, afrikanischer Polyrhythmik und typischen King-Crimson-Schwellklängen als „…uninspirierte und enervierende Gelecktheiten“.
Die Alben der 90er Jahre fanden wieder vorwiegend – aber nicht einhellig – positive Aufnahme. So meinte der Rolling Stone zum 1994er Album Thrak: „Die schiere Körperlichkeit ihres Sounds ist beeindruckend“, und das Magazin Mojo schrieb: „Thrak ist ein kraftvolles und inspiriertes Comeback.“ THRaKaTTak wurde von der Zeitschrift Q als „…kaum anhörbar“ eingestuft, während es Ulrich Bassenge als „höchst spannende Forschungen zu den Themen Loops, Samples, Chapman-Sticks, schlagzeugspielende Gitarristen und Midi-Gitarren“ sah. Über the construKction of light im Jahr 2000 meinte der Musikexpress: „Wirres Zeug? Nur scheinbar. All das ist jenseits des Verstehens, aber diesseits des Fühlens“. Die Berliner Morgenpost goutierte anlässlich eines Konzertes im Mai 2000 die Innovationsfreudigkeit der Band mit folgenden Worten: „Nostalgie tötet, lautet die Devise, und deshalb gibt es kaum ältere Kompositionen, und wenn, dann werden sie zerstückelt und zerfrickelt und zerfrippelt bis zur Unkenntlichkeit. Das ist Heavy Metal Artrock mit Augenzwinkern und artistischen Dimensionen.“

## Diskografie
Studioalben

| Jahr | Titel                            | Höchstplatzierung, Gesamtwochen, AuszeichnungChartplatzierungen (Jahr, Titel, Platzierungen, Wochen, Auszeichnungen, Anmerkungen) | Höchstplatzierung, Gesamtwochen, AuszeichnungChartplatzierungen (Jahr, Titel, Platzierungen, Wochen, Auszeichnungen, Anmerkungen) | Höchstplatzierung, Gesamtwochen, AuszeichnungChartplatzierungen (Jahr, Titel, Platzierungen, Wochen, Auszeichnungen, Anmerkungen) | Höchstplatzierung, Gesamtwochen, AuszeichnungChartplatzierungen (Jahr, Titel, Platzierungen, Wochen, Auszeichnungen, Anmerkungen) | Höchstplatzierung, Gesamtwochen, AuszeichnungChartplatzierungen (Jahr, Titel, Platzierungen, Wochen, Auszeichnungen, Anmerkungen) | Anmerkungen                              |
| Jahr | Titel                            | DE | AT | CH | UK | US | Anmerkungen                              |
| ---- | -------------------------------- | --- | --- | --- | --- | --- | ---------------------------------------- |
| 1969 | In the Court of the Crimson King | DE73 a (1 Wo.)DE | — | — | UK5 Gold · (18 Wo.)UK | US28 Gold · (25 Wo.)US | Erstveröffentlichung: 10. Oktober 1969   |
| 1970 | In the Wake of Poseidon          | — | — | — | UK4 (12 Wo.)UK | US31 (13 Wo.)US | Erstveröffentlichung: 15. Mai 1970       |
| 1970 | Lizard                           | — | — | — | UK29 (2 Wo.)UK | US113 (10 Wo.)US | Erstveröffentlichung: 26. November 1970  |
| 1971 | Islands                          | DE35 (1 Wo.)DE | — | — | UK30 (1 Wo.)UK | US76 (12 Wo.)US | Erstveröffentlichung: 3. Dezember 1971   |
| 1973 | Larks’ Tongues in Aspic          | — | — | — | UK20 (4 Wo.)UK | US61 (14 Wo.)US | Erstveröffentlichung: 23. März 1973      |
| 1974 | Starless and Bible Black         | — | — | — | UK28 (2 Wo.)UK | US64 (11 Wo.)US | Erstveröffentlichung: 29. März 1974      |
| 1974 | Red                              | DE80 (1 Wo.)DE | — | — | UK45 (1 Wo.)UK | US66 (11 Wo.)US | Erstveröffentlichung: 7. Oktober 1974    |
| 1981 | Discipline                       | — | — | — | UK41 (4 Wo.)UK | US45 (17 Wo.)US |                                          |
| 1982 | Beat                             | — | — | — | UK39 (5 Wo.)UK | US52 (14 Wo.)US | Erstveröffentlichung: 22. September 1982 |
| 1984 | Three of a Perfect Pair          | DE58 (1 Wo.)DE | — | — | UK30 (4 Wo.)UK | US58 (17 Wo.)US | Erstveröffentlichung: 27. März 1984      |
| 1995 | Thrak                            | — | — | — | UK58 (1 Wo.)UK | US83 (2 Wo.)US |                                          |
| 2000 | The construKction of light       | DE67 (1 Wo.)DE | — | — | — | — | Erstveröffentlichung: 8. Mai 2000        |
| 2003 | The Power to Believe             | DE65 (1 Wo.)DE | — | — | — | US150 (1 Wo.)US | Erstveröffentlichung: 4. März 2003       |

grau schraffiert: keine Chartdaten aus diesem Jahr verfügbar

## Trivia
Als King Crimson in den 1970er Jahren eine Livepause einlegten kauften Genesis ihnen das Mellotron ab um es künftig bei eigenen Auftritte zu verwenden.